# Abraham Lincoln (película)
Abraham Lincoln (1930) es una película biográfica de Abraham Lincoln, antiguo presidente estadounidense, dirigida por D. W. Griffith y protagonizada por Walter Huston y Una Merkel. Esta fue la primera de las dos únicas películas sonoras de Griffith. No fue un éxito en su momento, pero recientemente se ha considerado como una de las películas definitivas sobre el presidente.
A pesar de esto, la película contiene bastantes inexactitudes históricas, tales como, hacer que Lincoln pronunciase su segundo discurso inaugural en el Teatro Ford poco antes de ser asesinado, alterando significativamente los debates Lincoln-Douglas convirtiéndolos en una discusión sobre la secesión, y presentando el romance entre Lincoln y Ann Rutledge.

## Reparto
- Walter Huston - Abraham Lincoln

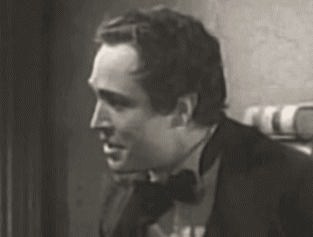
Imagen de Jason Robards Sr. en parte de un fotograma de la película.

- William L. Thorne - Tom Lincoln (como W.L. Thorne)
- Lucille La Verne - Comadrona
- Helen Freeman - Nancy Hanks Lincoln
- Edgar Dearing - Jack Armstrong
- Una Merkel - Ann Rutledge
- Russell Simpson - Tío Jimmy

- Charles Crockett - Sheriff
- Kay Hammond - Mary Todd Lincoln
- Helen Ware - Mrs. Edwards
- E. Alyn Warren - Stephen A. Douglas
- Jason Robards, Sr. - Billy Herndon
- Gordon Thorpe - Tad Lincoln